# Ioan Ilcuș
Ioan Ilcuș (n. 22 februarie 1882, Rășinari, Austro-Ungaria – d. 31 martie 1977, București, România) a fost un ofițer român din armata austro-ungară apoi din armata regală română, care a îndeplinit funcția de ministru al apărării în anii 1939-1940, apoi deținut politic.

## Biografie

### Cariera militară
S-a născut la 22 februarie 1882 în satul Rășinari din Transilvania, ca fiul al țăranului Șerban Ilcuș (1855-1944) și al soției sale Paraschiva (1864-1937). A urmat studii militare în Austro-Ungaria, pe care le-a absolvit în 1904. A fost ofițer în armata austro-ungară. La 1 aprilie 1916 s-a mutat în România, unde a fost încorporat în Armata Română cu gradul de maior. A devenit locotenent-colonel la 1 septembrie 1917.
Grade: sublocotenent - 01.09.1902, locotenent -, căpitan - (primit din armata austro-ungară cu vechimea și gradul) maior - 01.04.1916, locotenent-colonel - 01.09.1917, colonel - 01.04.1920, general de brigadă - 10.05.1931, general de divizie - 25.12.1937; demisionează la data de 06.06.1940.
Lt. col. Ilcuș a fost participat în calitate de delegat al legiunii române din comitatul Sibiu la Marea Adunare Națională de la Alba Iulia din 1 decembrie 1918, în timp ce tatăl său, Șerban Ilcuș, a fost delegat al reuniunii meseriașilor români din Rășinari.
A absolvit apoi Școala Superioară de Război. A fost secretar general al Ministerului Apărării (1932-1933). A devenit apoi general în armata regală română, șef de stat major, ministru al apărării (21 septembrie 1939 - 4 iulie 1940) și comandant al Armatei a 4-a (19-22 septembrie 1940).
A fost înaintat la gradul de general de corp de armată cu începere de la data de 6 iunie 1940.

### Trecerea în retragere
A fost trecut în retragere prin decretul-lege nr. 3.094 din 9 septembrie 1940 al generalului Ion Antonescu, Conducătorul Statului Român și președinte al Consiliului de Miniștri, împreună cu mai mulți generali considerați a fi apropiați fostului rege Carol al II-lea și acuzați că, în calitate de înalți comandanți militari, s-ar fi comportat necorespunzător în împrejurările dramatice din vara anului 1940. Decretul-lege prevedea scoaterea mai multor generali din cadrele active ale armatei cu următoarea justificare: „având în vedere că următorii ofițeri generali au săvârșit acte grave de incapacitate, demoralizând prin fapta lor prestigiul oștirii și elementarele comandamente ale răspunderii de ostaș. Având în vedere că prin lingușiri și metode incompatibile cu demnitatea de ostaș au ocupat înalte comandamente, încurajând apoi neseriozitatea și lipsa demnității ofițerești; Având în vedere că prin incapacitatea acestor ofițeri generali s'a ajuns la decăderea oștirii și la acte grave prin pierderea granițelor; Socotind că Națiunea trebue să primească exemplul datoriei și al răspunderii prin sancționarea celor care s'au făcut vinovați de aceste abateri”.
A avut domiciliu forțat în timpul regimului antonescian. Efectele decretului-lege au fost anulate la 1 septembrie 1944, după Lovitura de stat din 23 august 1944, iar generalul Ilcușu a fost reintegrat în drepturi începând cu data trecerii sale în retragere. Printr-un alt decret din 1 septembrie 1944 a fost trecut însă în rezervă pentru limită de vârstă, începând cu data de 2 februarie 1943.

### Detenția și moartea
A locuit o perioadă în satul natal Rășinari, într-o casă de pe strada Popilor nr. 1314. Ioan Ilcuș a fost arestat în 1950. La 20 aprilie 1953 Ioan Ilcuș a fost arestat de către organele de securitate din București. A fost transferat în 3 martie 1954 la închisoarea Sighet, unde a fost deținut mai mulți ani, în care a suferit de boli de ficat și de rinichi. În timpul detenției de la Sighet, Ioan Ilcuș a fost, pentru o perioadă, coleg de celulă cu episcopul greco-catolic Alexandru Todea. Ioan Ilcuș a fost eliberat din închisoare și a decedat la București.
A fost căsătorit cu Maria, cu care a avut un fiu, Ionel Horia Ilcuș.

## Decorații
- Ordinul „Coroana României” în gradul de Mare Cruce (8 iunie 1940)[5]